# Richard Vogts
Richard Vogts (* 9. Dezember 1874 in Köln; † 1948 in Düsseldorf) war ein deutscher Porträt-, Figuren-, Genre- und Stilllebenmaler der Düsseldorfer Schule.

## Leben

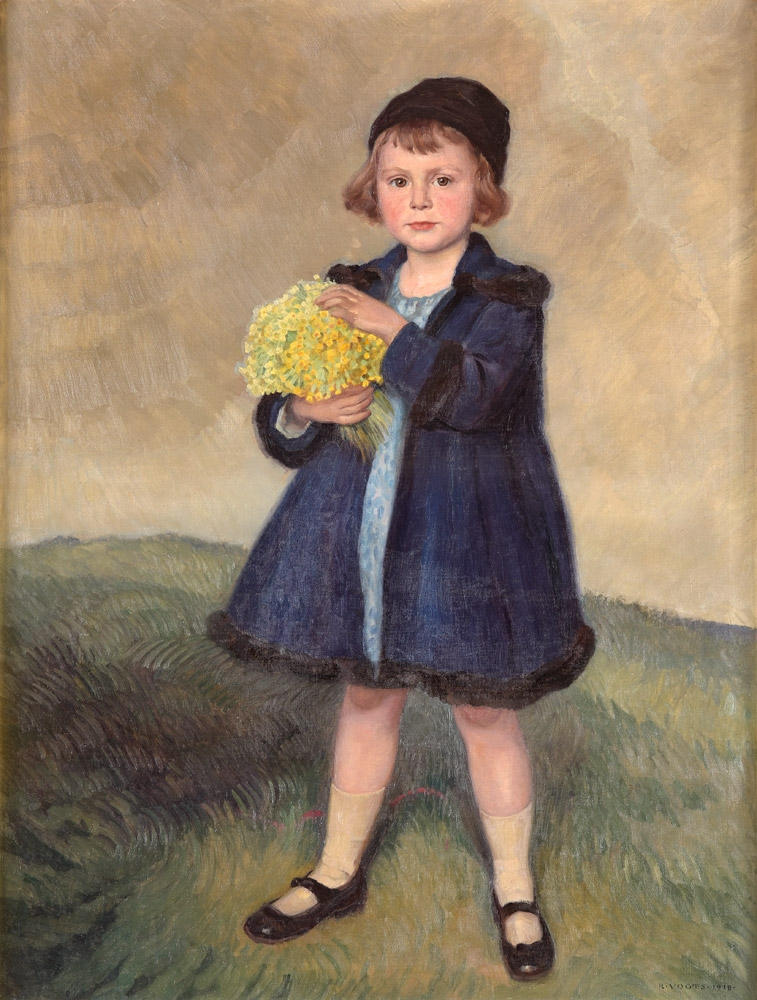
Richard Vogts: Mädchen mit Blumenstrauß, 1918

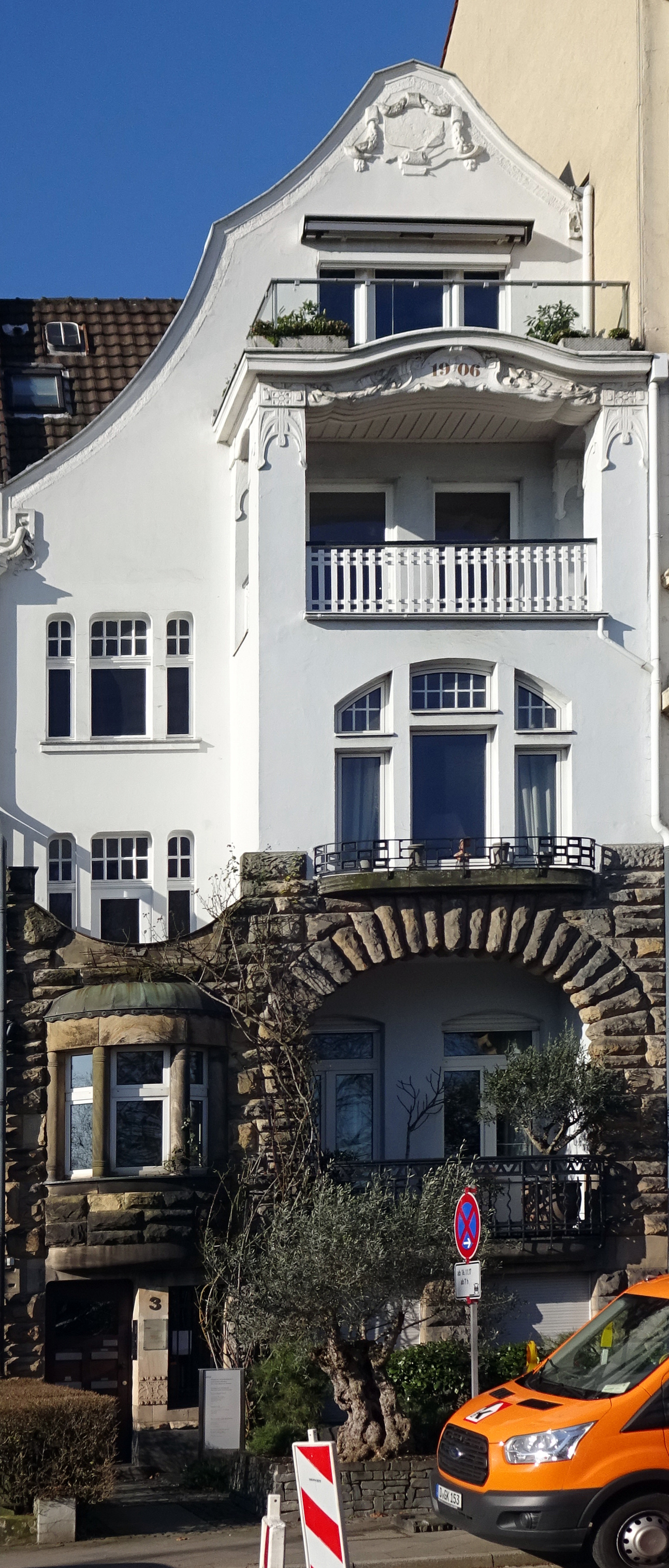
Vogts’ Wohnhaus von 1927 bis 1948: Kaiser-Wilhelm-Ring 3 in Düsseldorf-Oberkassel

Vogts lebte von 1884 bis 1895 in Berlin, wo er an der Königlichen Akademie der Künste Malerei studierte. An der Berliner Akademie waren Eugen Bracht, Paul Friedrich Meyerheim und Joseph Scheurenberg seine Lehrer. 1895/1896 ging er nach Paris und besuchte unter Jean-Paul Laurens die Académie Julian. 1897 kehrte er in seine Geburtsstadt Köln zurück. 1902 zog er nach Düsseldorf. Dort lebte er bis zu seinem Lebensende, ab 1927 am Kaiser-Wilhelm-Ring 3 in Düsseldorf-Oberkassel mit Atelier in der Jakobistraße 14c, und war Mitglied des Künstlervereins Malkasten. 1905 unternahm Vogts eine Reise in die Niederlande und hielt sich im Seebad Domburg auf.
Vogts trat besonders durch Bildnisse von Damen und Kindern hervor. 1912 zählte die Düsseldorfer Theater-Woche ihn neben Fritz Reusing, Wilhelm Schneider-Didam und Max Westfeld zu den namhaftesten Porträtmalern Düsseldorfs. Sein Sohn war der spätere SA-Mann, Finanzbeamte, Maler und Kunstsammler Richard Vogts, der zweite Ehemann von Margarete Umbach (1892–1960), mit der dieser versuchte, die bedeutende Kunstsammlung des Kunsthistorikers Walter Cohen zu retten und zu rekonstruieren.